# Adele Juda
Adele Juda (9 tháng 3 năm 1888, München - 31 tháng 10 năm 1949, Innsbruck) là một nhà tâm lý học và thần kinh học người Áo. Bà đã nghiên cứu về tỷ lệ mắc bệnh tâm thần ở những người nói tiếng Đức thuộc nhóm người có năng khiếu và sáng tạo. Một trong số những người mà bà nghiên cứu là Mozart, người mà bà cho là 'bình thường về mặt tâm thần'.

## Thời niên thiếu và học vấn
Cha của Adele Juda là Karl, ông là một nghệ sĩ đồ họa và giám đốc một nhà in; mẹ bà là Maria. Trong thời niên thiếu, gia đình bà đã chuyển đi khắp nơi và đã sống ở Praha, München và Innsbruck. Bà học âm nhạc và biết đánh đàn piano. Bà đã từng dự định trở thành một nghệ sĩ piano, nhưng chứng rối loạn chuyển động ở tay trái của bà đã cản trở mong muốn này. Trong thời gian điều trị, bà đã gặp Editha Senger, người sau này kết hôn với Ernst Rüdin.
Năm 1922, Juda bắt đầu học chương trình y khoa tại Đại học Ludwig Maximilian München. Bà đã hoàn thành Physikum - một kỳ thi nghiên cứu y học ở Đức, tại Innsbruck vào năm 1923, trước khi quay trở lại München. Tại đây bà nhận bằng bác sĩ y khoa vào năm 1929 với luận án "Zum Problem der empirischen Erbprognosebestimmung" (Vấn đề tiên lượng di truyền theo kinh nghiệm). Trong quá trình học y khoa, bà làm trợ lý cho Ernst Rüdin. Thời gian này, bà bắt đầu nghiên cứu những cá nhân có năng khiếu cao.
Bà hoàn thành chương trình học vào tháng cuối cùng của Chiến tranh thế giới thứ hai, và quay trở về Innsbruck vào năm 1945. Tại đây, Juda làm việc trong vai trò một chuyên gia về rối loạn tâm trạng và thần kinh tại nhà riêng của bà. Bà cũng làm việc cùng lúc tại 'Zentralstelle für Familienbiologie und Sozialpsychiatrie' (Văn phòng trung tâm về Sinh học Gia đình và Tâm thần Xã hội) cùng với Rudolf Cornides và Friedrich Stumpfl cho đến khi qua đời. Cuối đời bà đã chống chọi với bệnh bại liệt và mất vào ngày 31 tháng 10 năm 1949.

## Nghiên cứu
Từ năm 1928 đến năm 1944, Juda đã nghiên cứu tiểu sử của 19.000 người Đức, bao gồm các nhà khoa học, nghệ sĩ và ít nhất 27 nhạc sĩ. Bà đã thực hiện nghiên cứu này dưới sự điều hành của Ernst Rüdin. Vào thời điểm đó, người ta tin rằng thiên tài và sự điên rồ có liên hệ với nhau, đó là một ý tưởng của Cesare Lombroso. Nhưng Juda không tìm thấy mối liên hệ nào giữa bệnh tâm thần và khả năng trí tuệ cao. Mặc dù bà nhận thấy các trường hợp thiên tài và gia đình của họ có tỷ lệ mắc chứng rối loạn tâm thần cao hơn, nhưng bà kết luận rằng chứng rối loạn tâm thần làm suy giảm khả năng sáng tạo. Trong một nhóm nhỏ gồm 113 nghệ sĩ và nhà văn, bà nhận thấy tỷ lệ mắc chứng rối loạn thần kinh và tự tử cao, đặc biệt là ở các nhà thơ. Gia đình của họ cũng có nhiều khả năng mắc một số dạng bệnh tâm thần.
Nghiên cứu của bà đã bị chỉ trích, vì tiêu chí đưa vào của bà khá mơ hồ, cũng như các phương pháp chẩn đoán được sử dụng vào thời bấy giờ không có khả năng phân biệt giữa các bệnh tâm thần phân liệt và rối loạn lưỡng cực khác nhau.